# Epeiromulona phelina
Epeiromulona phelina är en fjärilsart som beskrevs av Druce 1885. Epeiromulona phelina ingår i släktet Epeiromulona och familjen björnspinnare. Inga underarter finns listade i Catalogue of Life.